# شبکه کامپیوتری بین کهکشانی
شبکه کامپیوتری بین کهکشانی یا آیگ سین (انگلیسی: IGCN | Intergalactic Computer Network) به «شبکه کامپیوتری» فرضی گفته می‌شود که احتمالاً هزاران یا حتی میلیون‌ها سال دیگر به وجود خواهد آمد. اولین بار این نظریه توسط آقای جوزف کارل رابنت لیک لایدر در آژانس پروژه‌های تحقیقاتی پیشرفته دفاع در پنتاگون آمریکا مطرح شد.
شاید بزرگ‌ترین شبکه کامپیوتری که در آینده بسیار دور وجود خواهد داشت که محدوده بسیار عظیم تر از یک سیاره یا حتی کهکشان رو پوشش دهد، شبکه کامپیوتری بین کهکشانی باشد. قطعاً تکنولوژی خیلی باید پیشرفت کند تا به یک عنوان واقعی با نام شبکه کامپیوتری بین کهکشانی برسد.

## آیا شبکه بین کهکشانی به‌وجود خواهد آمد؟
شاید برای همهٔ ما سؤال به وجود آید که آیا در آینده دور وجود خواهد داشت؟ شاید در اولین قدم بگوییم خیر چرا؟ به دلیل آنکه نزدیک‌ترین کهکشان به ما، کهکشان آندرومدا است که از موقعیت ما در کیهان حدود ۲٫۵ میلیون سال نوری فاصله دارد. اما اگر فرض کنیم در کهکشان آندرومدا حیات وجود داشته باشد و بخواهیم با آن‌ها ارتباط بر قرار کنیم. سریع‌ترین سرعت کشف شده سرعت نور است که دقیقاً برابر با ۲۹۹٬۷۹۲٬۴۵۸ متر بر ثانیه است. حالا اگر ما به خواهیم پیامی با محتوای "سلام ساکنینکهکشان همسایه ما از کهکشان راه شیری هستیم" برای آن‌ها ارسال کنیم ۲٫۵ میلیون سال طول می‌کشد تا به کهکشان آندرومدا این پیام برسید البته اگه پیام ارسالی با صورت نور ارسال گردد. قطعاً بعد از ۲٫۵ میلیون سال کسانی که این پروژه را شروع کرده بودند در قید حیات نخواهند بود.
اما از این نباید غافل شد که تا چند صد سال پیش کسی فکر نمی‌کرد بتوانیم پا بر روی کره ماه بگذاریم. کسی فکر نمی‌کرد بتوانیم با استفاده از تلفن‌های هوشمند با دوستان خود در هر کجا از کره زمین که هستند با سرعت بسیار بالا و کیفیت باور نکردنی تصویر با آن‌ها به صورت زنده یا آنلاین تماس گرفت، یا گفتگو کنیم. علم در حال پیشرفت است شاید زمانی برسند که بتوانیم از عنوان شبکه کامپیوتری بین کهکشانی استفاده کنیم در حالی که این شبکه کامپیوتری وجود داشته باشد.